# Diksilend
Diksilend je šesti studijski album hrvaške glasbene skupine Jinx, ki je izšel leta 2010 na zgoščenki in LP plošči pri založbi Dallas Records. Kot gostje so na albumu sodelovali Srđan Sacher (nekdanji član skupin Haustor in Vještice), Risto Ibrić, Vlatko Ćavar-Brada (Psihomodo pop), Branko Bogunović-Pif (nekdanji član skupine Drugi način), Neven Mijač (Telephone Blues Band) in Dubravko Ivaniš (Pips, Chips & Videoclips, sicer Yayin mož). Album vsebuje zmes jazza, popa, bluesa z nekaj pridihi ragtimea, govori pa o mladostniških pričakovanjih, ki kasneje niso bila izpolnjena.
Diksilend je leta 2011 prejel nagrado Porin za najboljši pop album.

## Seznam skladb
Avtor vseh skladb je Coco Mosquito. Vsi aranžmaji so delo skupine.
| Št.             | Naslov                                             | Dolžina |
| --------------- | -------------------------------------------------- | ------- |
| 1.              | „Da smo se voljeli manje‟                          | 4:22    |
| 2.              | „Klinci su u redu‟ (feat. S. Sacher)               | 3:52    |
| 3.              | „Čuvaj me, ne daj me‟                              | 4:14    |
| 4.              | „Na zub su me uzeli, mama‟ (feat. Astronaut Daddy) | 3:11    |
| 5.              | „Pravo‟                                            | 4:57    |
| 6.              | „Dok smo bili bez kontrole‟                        | 3:16    |
| 7.              | „Mira mi daj‟                                      | 3:29    |
| 8.              | „Barakuda‟                                         | 4:36    |
| 9.              | „Mrs. Cool‟                                        | 3:55    |
| 10.             | „Od danas do sutra‟                                | 6:54    |
| Skupna dolžina: | Skupna dolžina:                                    | 42:46   |

## Osebje

### Jinx
- Yaya – vokal, spremljevalni vokal, kazoo
- Coco Mosquito – kitara, tenor banjo, spremljevalni vokal
- Mr. Goody – klaviature
- Pavlica – trobenta
- Kova – tenor saksofon, bariton saksofon, mini moog
- Mirko – pozavna
- Cvanci – bas kitara
- Mr. Goody – bobni, tolkala

### Produkcija
- Oblikovanje: Dejan Kršić